# Клер Виндзор
Клер Виндзор (англ. Claire Windsor, урождённая Клара Виола Кронк (англ. Clara Viola Cronk), 14 апреля 1892 — 23 октября 1972) — американская актриса немого кино. Была популярна в 20-х годах.

## Биография
Клара Виола (в семье её называли Ола) родилась 14 апреля 1892 года в Кокер-Сити, штат Канзас. Её предками были выходцы из Скандинавии. В мае 1914 года Клара вышла замуж за некоего Уиллиса Боуза, через два года родила от него сына Дэвида Уильяма и в 1920 году развелась. Ещё до развода Клара с родителями и сыном перебралась в Сиэтл, где одержала победу на местном конкурсе красоты, затем, нуждаясь в средствах, переехала в Калифорнию и по совету знакомого решила попытать счастья в кино.
Дебютировав на киноэкране в 1919 году, Клара два года играла безымянные роли статисток, пока в 1920 году на неё не обратила внимание Лоис Вебер, продюсер и одна из первых женщин-кинорежиссёров, которая предложила Кларе контракт c Paramount Pictures с гонораром в 150 долларов в неделю. За два года с момента подписания контракта Вебер сняла актрису, к тому времени сменившую имя на псевдоним, в главных ролях в пяти картинах, и в 1921 году подняла её гонорар до 350 долларов. В тот период актриса часто позировала на фотографиях с легендарным Чарли Чаплином — киностудия ставила их в пару в рекламных целях, чтобы имя старлетки чаще упоминалась в прессе.

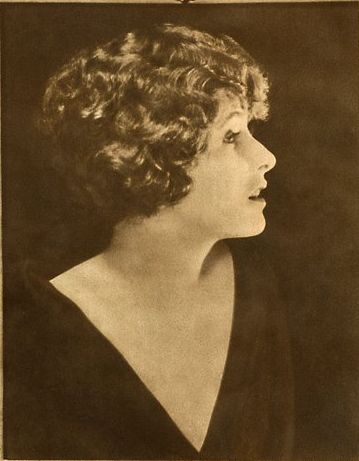
Клер Виндзор в 1922 году

В 1922 году Клер вошла в список WAMPAS Baby Stars, куда ежегодно избирались подающие надежды молодые актрисы, и подписала контракт с Goldwyn Pictures (позднее она была преобразована в кинокомпанию MGM путём слияния с Metro Pictures). Её карьера начала быстро развиваться и достигла своего апогея в 1924 году, когда актриса снялась в драме «Сын Сахары». На съёмках между Клер и её партнером, известным актёром Бертом Лителлом, начался роман, и в 1925 году они поженились в Мехико. Брак Виндзор и Лителла сложился неудачно и завершился разводом в 1927 году.
На протяжении 20-х годов Клер активно снималась и входила в число ведущих звёзд MGM. Она более не выходила замуж, но скандально прославилась своими любовными связями. В конце 20-х она завязала роман с актёром Чарльзом Роджерсом по прозвищу Бадди, которого была старше на 12 лет.
Затем любовником Клер стал Филип Плант, богатый плейбой и бывший супруг актрисы Констанции Беннетт. 16 июня 1930 года яхта Планта, на которой он путешествовал вместе с Клер, столкнулась с другим судном, что стало причиной гибели одного из членов команды. Трагическое происшествие получило широкую огласку в прессе, и вскоре после этого Виндзор и Плант расстались.
В 1931 году имя актрисы оказалось вовлечено в скандал — на неё подала в суд Марион Рид, жена её нового любовника Альфреда Рида, биржевого маклера из Бостона. Миссис Рид потребовала выплаты компенсации в размере 100 тысяч долларов, и суд удовлетворил её иск, правда на меньшую сумму в 75 тысяч долларов.
Карьера Клер завершилась с началом эры звукового кино, а также, вероятно, по причине того, что возраст актрисы приближался к сорока годам. Всего она выпустила шесть звуковых картин и появлялась там преимущественно на второстепенных ролях. В 1938 году Клер ушла из кино. На протяжении 40-х и 50-х годов она играла в театре, появившись в нескольких постановках на Бродвее, занималась общественной деятельностью. Актриса скончалась от сердечного приступа 23 октября 1972 года. Впоследствии она была удостоена звезды на Голливудской Аллее Славы.